# Vzdělávání v oboru aranžování květin

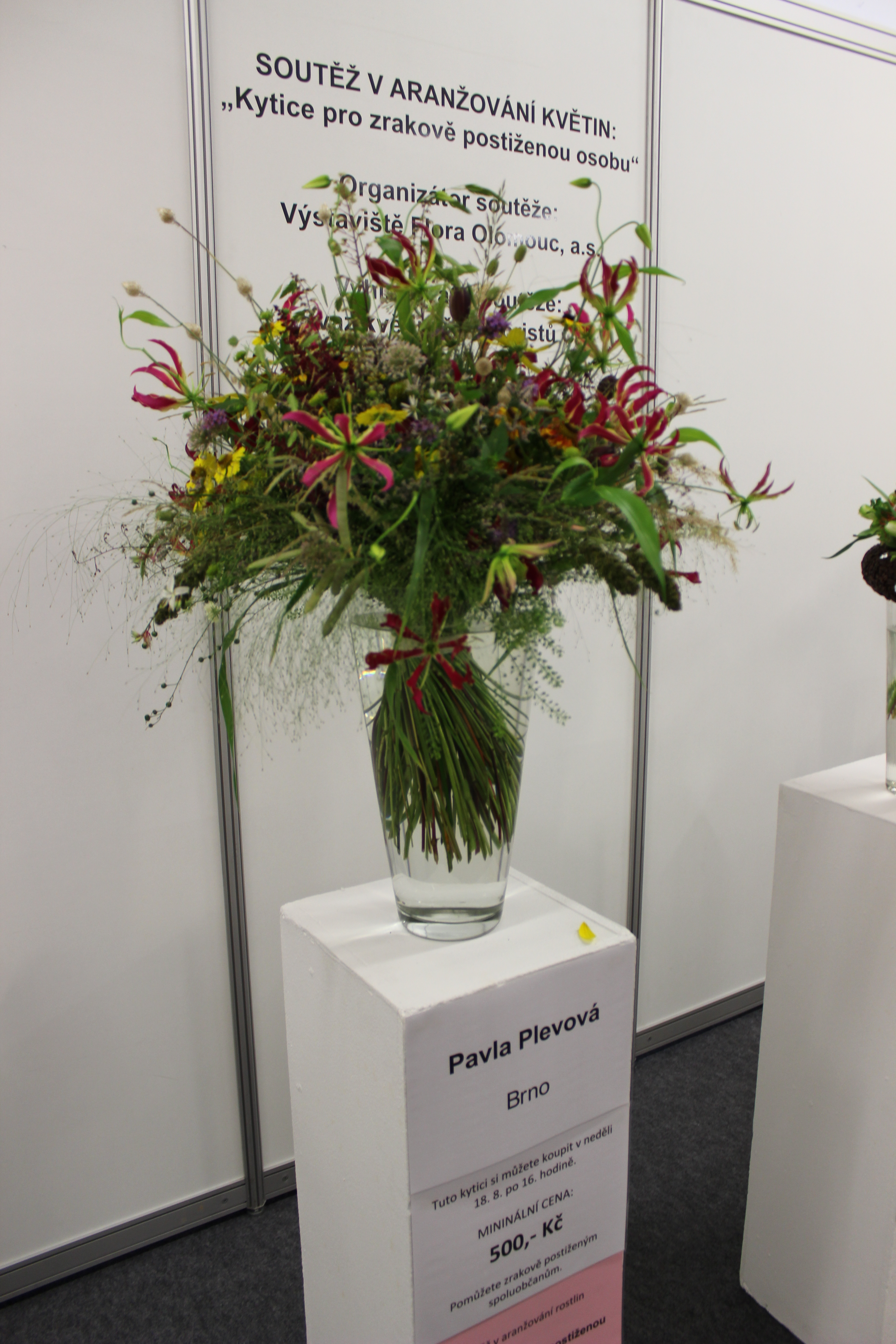
Vítězná kytice soutěže v aranžování kytic prováděných zrakově postiženými. (Flora Olomouc)

Vzdělávání v oboru aranžování květin obvykle probíhá ve formě studia na středním odborném učilišti, jako obvykle tříletý obor, kdy je možnost dvouleté nástavby zakončené maturitními zkouškami, nebo jako čtyřleté studium na střední odborné škole které je zakončeno maturitou. Vzdělávání ve směru aranžování květin často bývá pojímáno jako součást vzdělávání v oboru zahradník (SOŠ i SOU) nebo jako vzdělávání v oboru prodavač květin – aranžér (SOU), vazačské a aranžérské práce (SOU).
Součástí studiu bývá více či méně častá a různě kvalitní praxe. Vhodným pokračováním po absolvování studia jsou odborné kurzy, návštěvy přehlídek a výstav, praxe v zavedeném podniku, a samostudium. Dobrou šancí k rozvíjení odborného vzdělání je tak založení vlastního podniku.
Mezi nejznámější školy v oboru s dlouholetou praxí v ČR patří Střední zahradnická škola Mělník a Střední zahradnická škola Brno-Bohunice s rozsáhlými pozemky a komplexem budov a ubytovnami pro studenty i pedagogy přímo v Brně (zrušena 2011, vedení a část personálu přešla na SOU v Rajhradě).

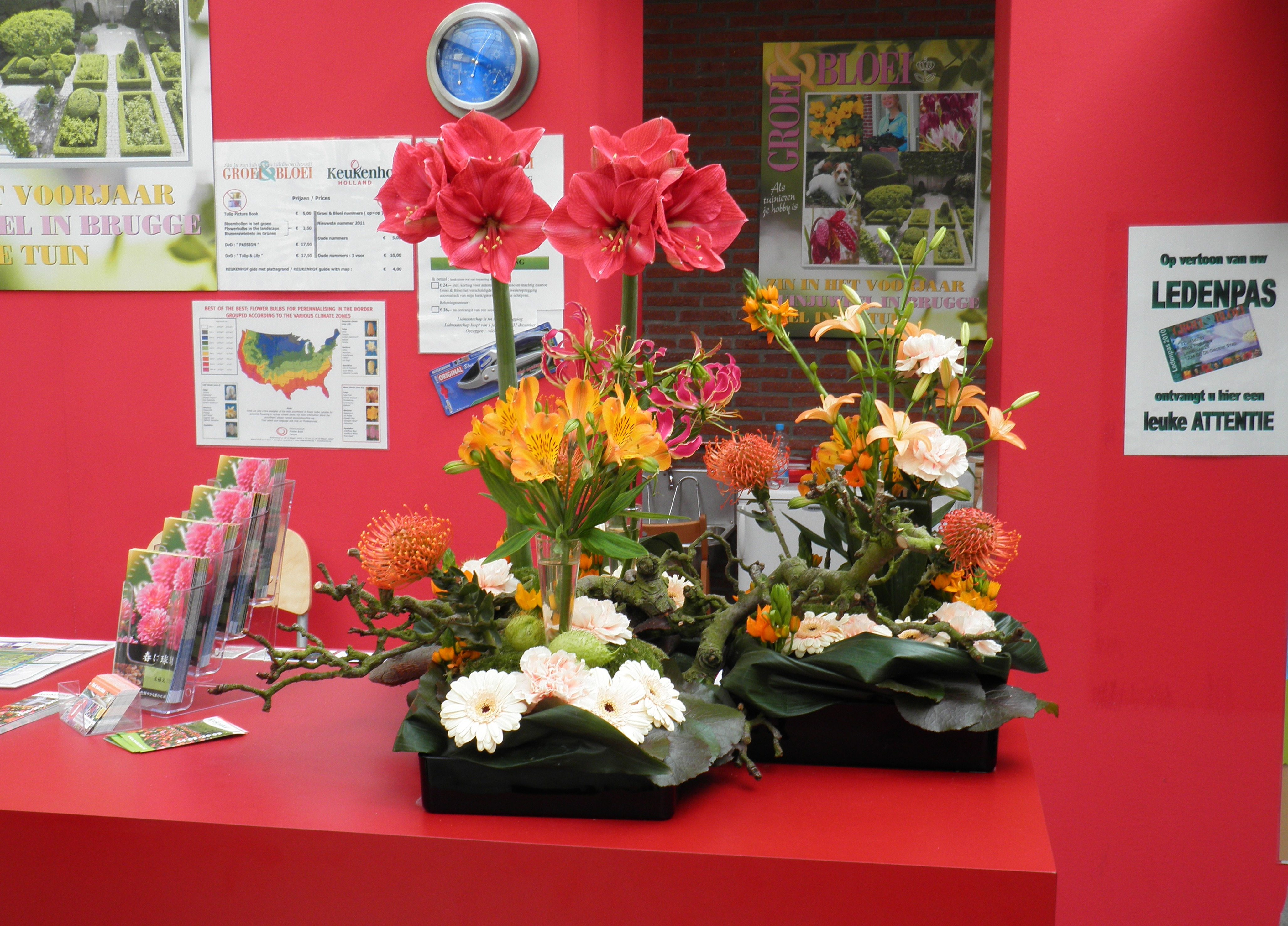
Poněkud nevhodně volené barvy aranžmá na výstavě v Keukenhofu

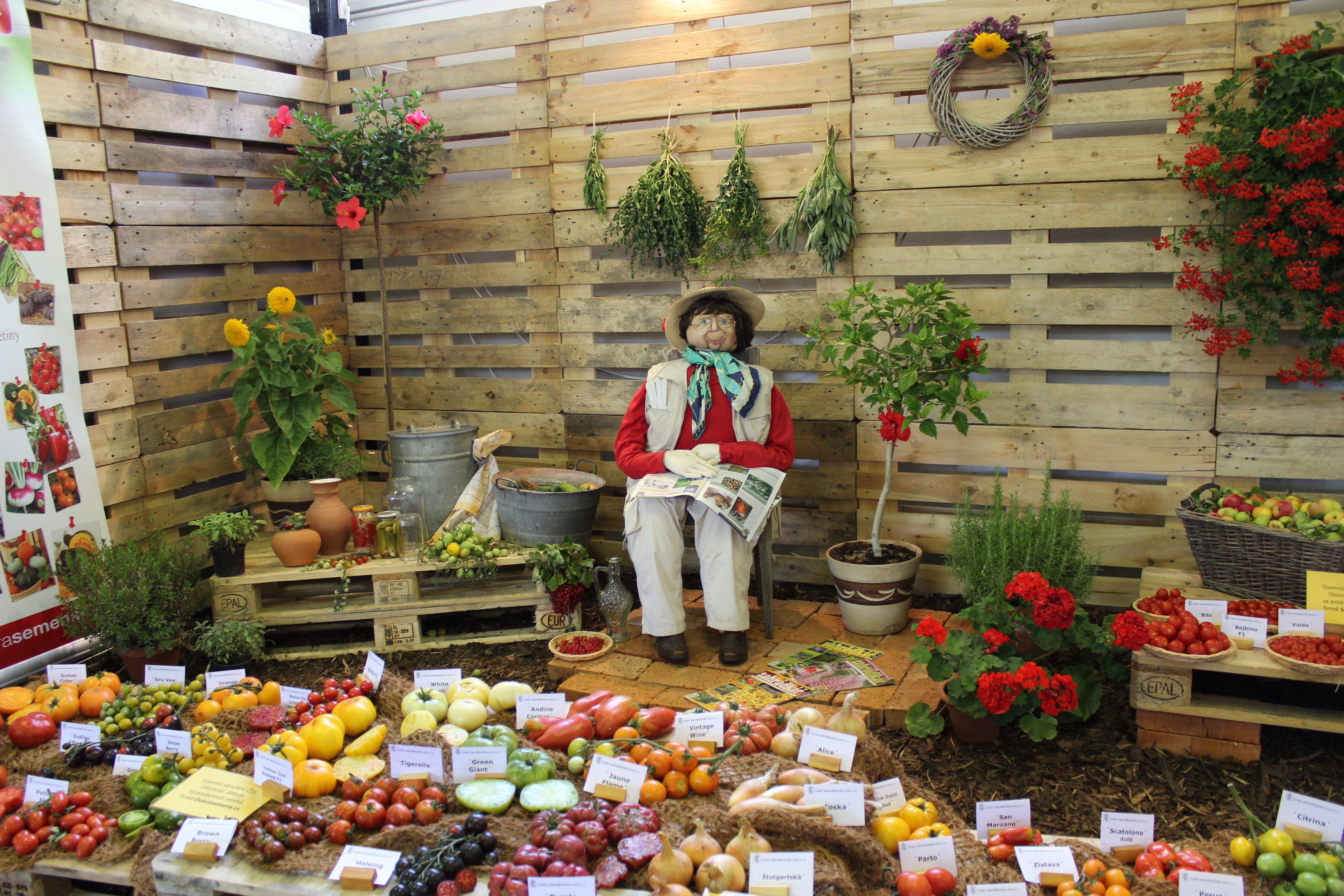
Jednoduché aranžmá určené pro zahrádkářského spotřebitele na výstavě Flora Olomouc

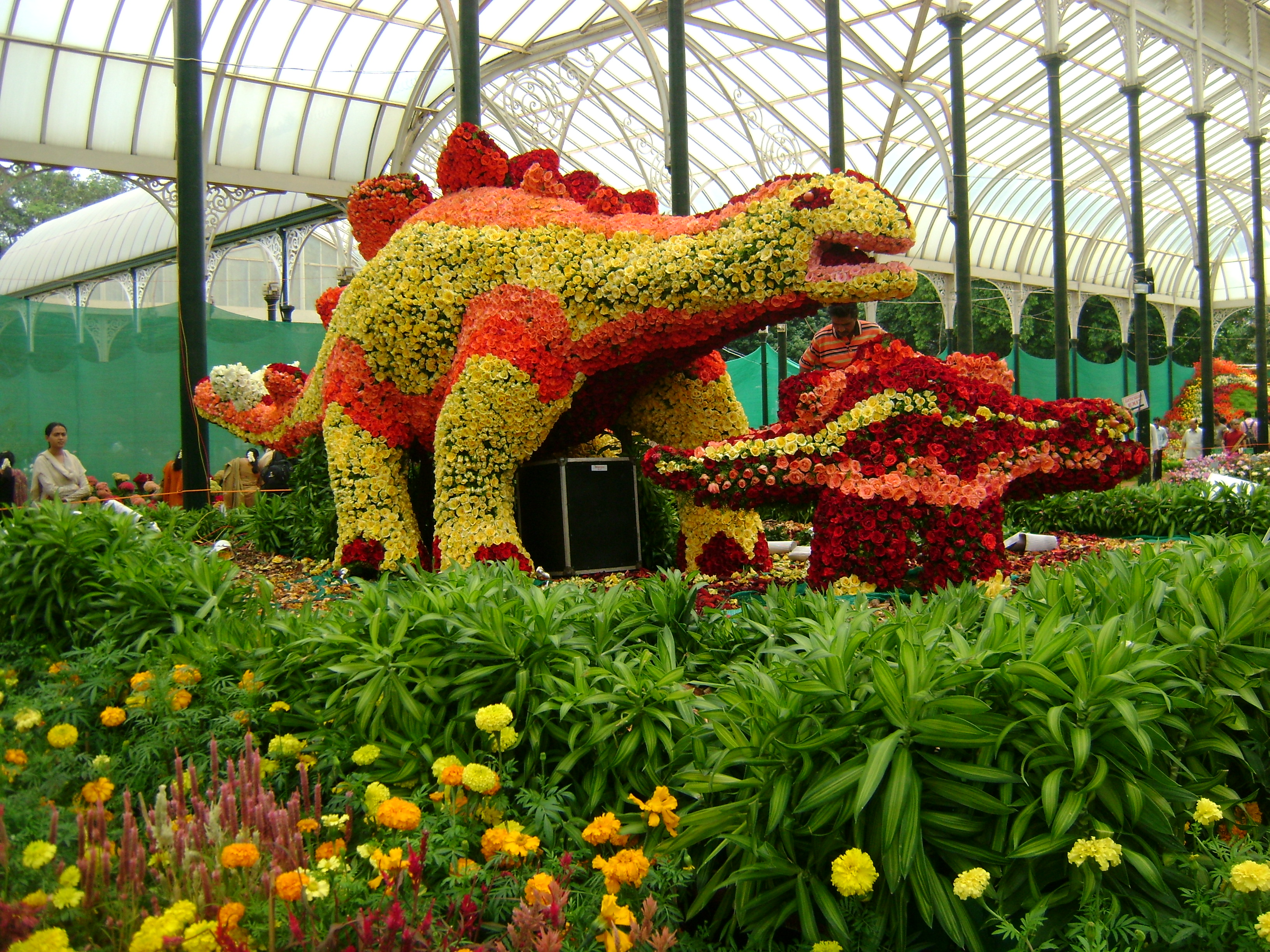
Květiny seskupené ve tvaru zvířat

## Kurzy aranžování květin
Kurzy aranžování květin vyvolávají u odborníků zcela pochopitelnou vlnu nevole. Ohrazují se proti takovým kurzům z důvodů zvýšení konkurence v oboru, ale spíše pro nízkou kvalitu absolventů rekvalifikačních kursů. Obhájci kurzů uvádí, že jsou naopak vysoce ceněny podobné kurzy a aktivity jako zpestření volného času, zkvalitnění života a celkové zvýšení kreativity u veřejnosti. Podle těchto názorů nemusí být všechny floristické kurzy určeny pro floristy a tedy nezbytně s vysokou odbornou úrovní.
Kurzy aranžování květin a rekvalifikace nabízí odborné školy, sdružení, zahradnické prodejny i soukromé osoby.

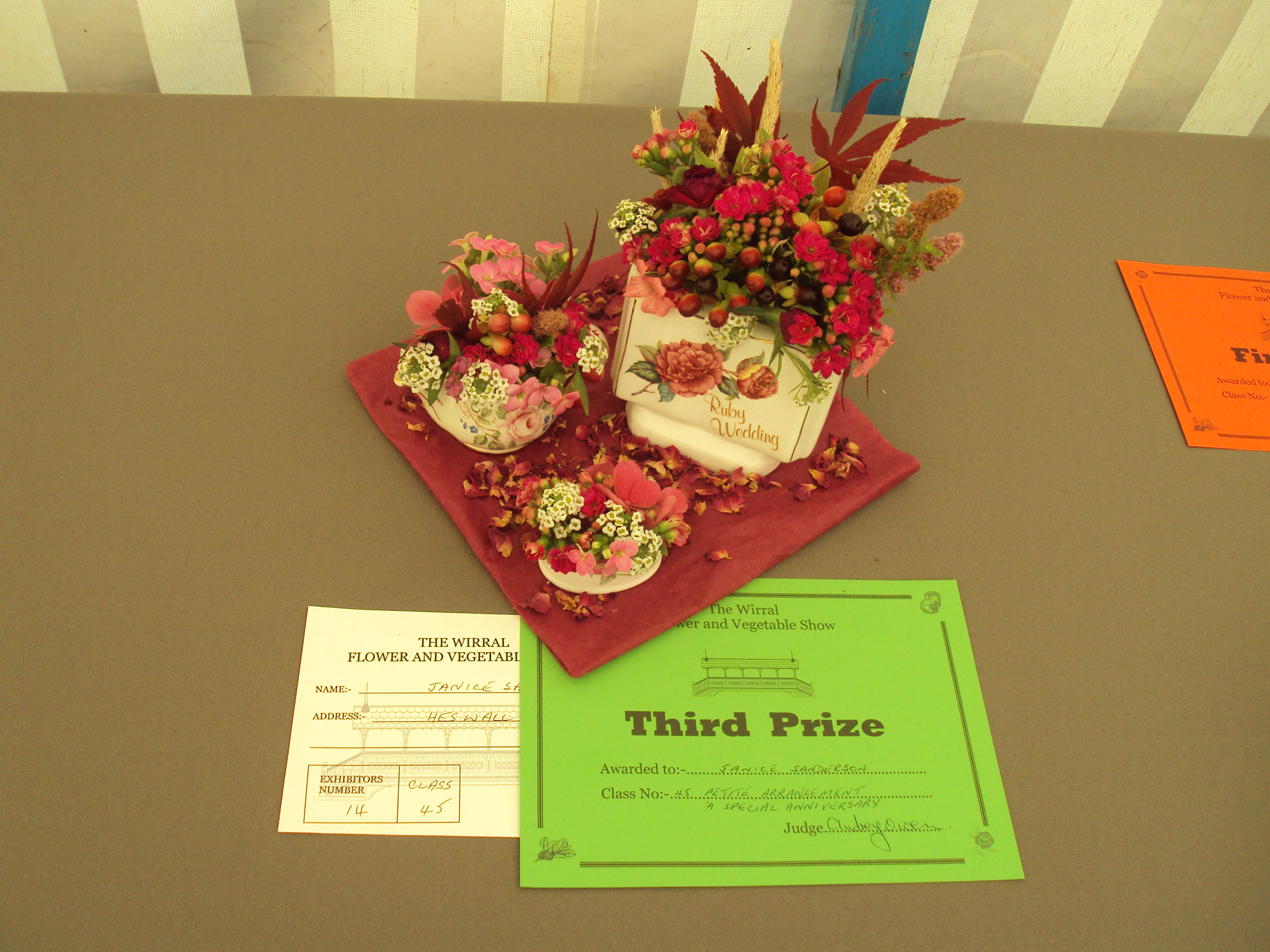
Třetí místo v soutěži aranžování

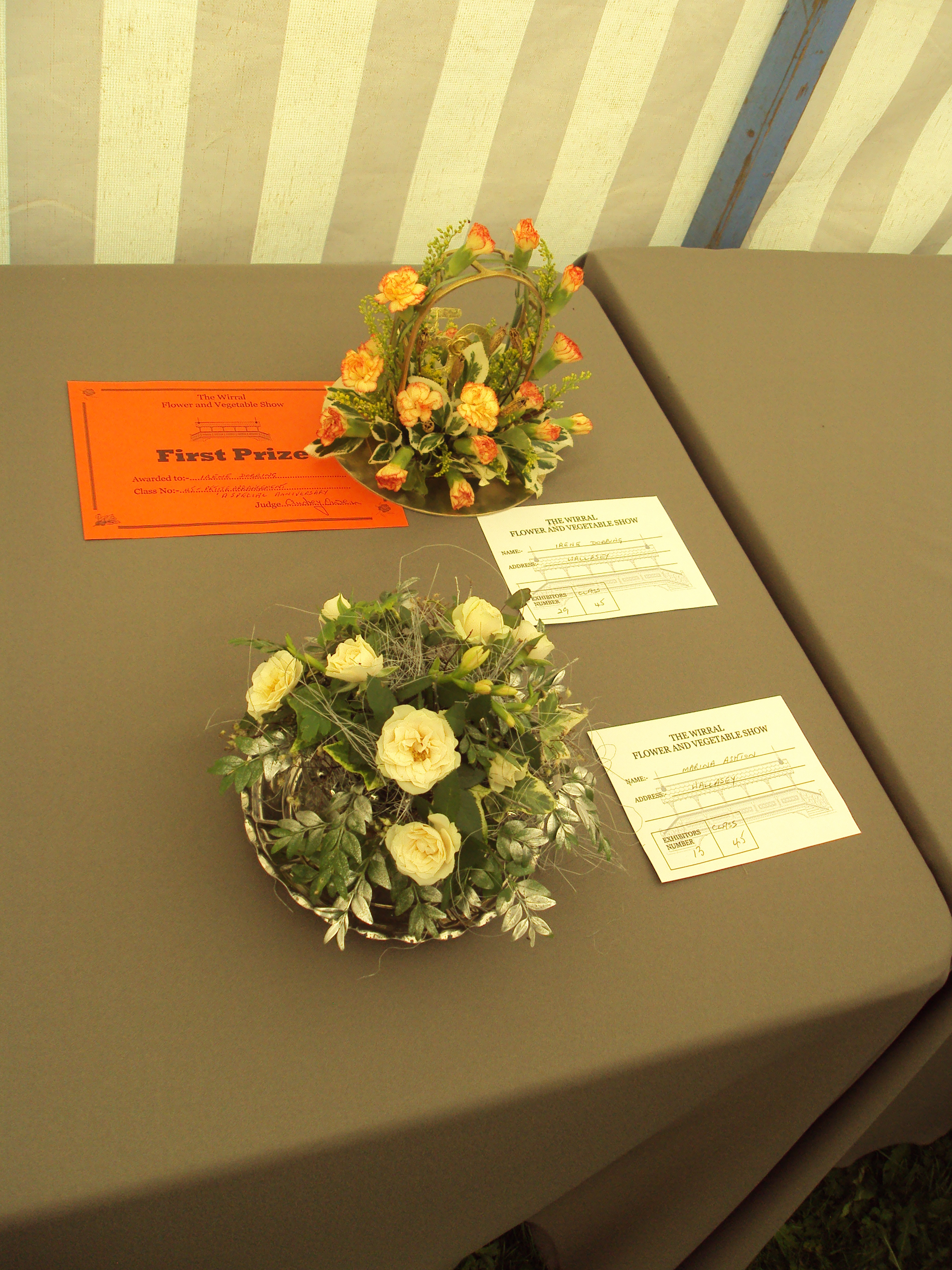
První místo v soutěži v aranžování

## Vzdělávání v oboru v minulosti

### Vzdělávání v oboru na počátku 20. století
Josef Vaněk, zahradník a spisovatel se v publikaci o aranžování zmiňuje také o vzdělávání v oboru a upozorňuje na úpadek oboru. Ten je v dané době podle všeho vnímán v Českých zemích jako technický obor nižší úrovně, s malými vyhlídkami na významný kariérní postup s odpovídajícími odměnami, o nějž tedy proto není valného zájmu mezi inteligentními dospívajícími. V roce 1928 J. Vaněk píše:
„Až na ojedinělé výjimky jednotlivých inteligentních mladíků …je nutno naší stavovské mládeži dáti lekci a průpravu, chce-li býti potřebným členem našeho svazu, aby obrátila pokud je čas. Je přímo odporno sledovati, jaká bezideálnost panuje mezi mládeží našeho krásného stavu, v němž bystrý postřeh a umění mají míti hlavní slovo.… Je hanbou naší doby, pohlíží li veřejnost… na zahradníka jako na nějakého nádeníka.… A co vidíme při nastoupení učně do našeho povolání? Osmdesát procent lidí nezpůsobilých!“
Na počátku dvacátého století byl obor doporučován lékaři pro výrazné zdraví prospěšné účinky, jako je pohyb na čerstvém vzduchu, nenáročnou manuální práci, práci v zeleni která je považována za vhodnou pro oči. Na doporučení lékaře se tak zahradníky stávali nezřídka duševně choří, astmatici, tělesně postižené a slabozraké děti. Tedy nejen děti které nebyly schopny jiného, na vzdělání náročnějšího, povolání. Vaněk v publikaci vysvětluje také, že postiženým srdeční vadou a revmatikům neprospěje zalévání, rytí a namáhavé přesuny těžkých materiálů a snaží se objasnit, že ani duševně choří nezbystří, nechápajíce účel prací. O učňovské mládeži v oboru hovoří J. Vaněk v roce 1928 takto:
„…jsou vpravdě k politování. …nešťastníci, kteří se našemu povolání věnují na radu lékaře aby na zdravém vzduchu nabyli ztraceného zdraví. známe li svůj obor, pochybujeme o tom. Poloslepým těžko vrátiti zrak, byť by celý den hleděli do zeleni. Nemocným s plicní chorobou sotva prospěje střídavé ovzduší a nepohoda, nebo dusná a nezdravá temperatura skleníku.“
J. Vaněk v knize tvrdí, že chlapci na počátku 20. století jsou „zkaženi“ přemírou blahobytu a především „stůňou na málo práce“ (nespecifikuje zda mládež a děti mají pracovat fyzicky či duševně, lze však odvodit že myslí pravidelnou smysluplnou fyzickou práci). Upozorňuje, že vyskytne li se proto v takové situaci, v té době mezi zahradníky inteligentní a pracovitá osoba, snadno dosáhne proslulosti a ocenění. „Zvolí-li dobrý student náš stav za své budoucí povolání, chová li lásku k umění i vědě a nebojí li se práce, bývá hotovou perlou našeho povolání… .“
Co se týče učňovské mládeže a studentů v oboru se v 21. století se mnohé zlepšilo, zejména s ohledem na zájem o aranžování květin, protože J. Vaněk popisuje nejen neznalosti, nízkou invenci pracovníků ale i naprostý obecný nezájem o obor:
„Ptáme li se učně nebo mladého příručího, zná li to či ono, mlčí. Proč? Zná sice velmi dobře footbal, hraje výborně v karty, umí holky milovati, zná "kliftonky" nebo pornografické "Zapovězené ovoce", ale o zahradnictví nemá ponětí. Slovo ctižádost nezná…“ a uvádí že učeň nemá o práci a vzdělání či postup zájem, že se zcela spoléhá na nadřízené, že mu všechno co bude třeba řeknou a ukáží. Avšak, píše Vaněk „Vkus, tvarování kvítí, harmonie barev, navazování, sestavování, kombinování, přizpůsobení se, vynalézavost – to vše se nedá vtlouci do hlavy.“
Podle vzpomínek Josefa Maršálka z počátku 20. století „ …učni …chodili do školy od 15. září do 30. března. …Ve všech ročnících byly následující předměty: písemnictví, počty, občanská nauka, kreslení a odborné vyučování.“ Často se prý stávalo, že zaměstnavatelé u kterých učeň míval praxi učně do školy vůbec neposílali, nebo jen nepravidelně.

#### Instituce
V Praze byla zahradnická škola založena v roce 1909. Původně sídlila na Královských Vinohradech. V roce 1947 byla přestěhována do stávajícího objektu v Praze 9 – Malešicích kde působí jako Střední odborná škola stavební a zahradnická i v 21. století.
V Mělníce 24. ledna 1921 vznikla z Dvouleté školy ovocnicko-vinařské čtyřletá Státní vyšší škola ovocnicko-vinařská a zahradnická. Tato škola po teoretické i praktické stránce vzdělávala studenty i v oboru květinářství. Ředitelem mělnické školy byl jmenován PhDr. Jaroslav Smolák. Od 1. září 2012 škola byla škola přejmenována na Česká zahradnická akademie, střední škola a vyšší odborná škola, příspěvková organizace.
Český pomologický ústav během působení ředitele Jana Cíglera v roce 1919 rozšířil výuku na předměty jenž pokrývaly celý rozsah zahradnického oboru. Škola nesla v té době název Zemský zahradnicko-ovocnářský ústav, v roce 2004 byla jako Střední zahradnická škola Brno - Bohunice zrušena.

### Vzdělávání v oboru ve druhé polovině 20. století
Studie zabývající se uplatněním mentálně defektní mládeže v zaměstnání a společnosti uvádí, že tam, kde před léty (defektní) mládež byla schopna pracovat v řadě nenáročných oborů (zemědělství, ovocnářství, zahradnictví, chovatelství apod.)… , je v polovině 20. století třeba vzdát se naděje na umístění na těchto zavedených pracovištích pro stoupající tlak na umístění osob práce zcela neschopných.

## Seznam pedagogických pracovišť
Seznam není kompletní:
- Střední odborné učiliště DAKOL, s. r. o. (3letý učební obor: Květinářské a aranžérské práce)
- Střední škola zahradnická s.r.o., Praha, Nusle (4letý denní maturitní obor – zahradnictví, zaměření floristika)[8]
- Střední odborná škola, Liberec, Vazba a aranžování květin,[9]
- Střední zahradnická škola Rajhrad (4letý denní maturitní obor – zahradnictví)[10]
- Střední zahradnická škola Brno Bohunice, zrušena 2011, sloučena se Střední zahradnická škola Rajhrad
- Střední škola vizuální tvorby s.r.o. (4letý denní maturitní obor – floristický design)[11]
- Střední odborná škola stavební a zahradnická (Praha, Jarov)[12]
- Střední odborná škola a Střední odborné učiliště Třešť obor: Zahradnické práce se zaměřením na květinářské a aranžérské práce, tříletý učební obor[13]
- Střední zahradnická škola, Mělník, 4leté denní studium- Zahradnictví, 2leté denní nástavbové studium- Zahradnictví, Kurz vazačství a aranžování květin[14]
- Střední škola gastronomie, hotelnictví a lesnictví Bzenec, 3letý obor pro žáky vyžadující zvláštní péči – 3letý obor zahradnické práce[15]
- Střední škola řemeslná a Základní škola, Soběslav odborné učiliště 3letý obor zahradnické práce (ŠVP Květinářské a aranžérské práce), SOÚ Zahradník (ŠVP Zahradník)[16]
- SOU Liběchov, obor Prodavač-florista, Zahradnické práce-floristické práce[17]
- Střední odborná škola a Střední odborné učiliště, Znojmo – 3letý obor zahradnické práce, 3letý obor zahradník[18]
- Střední škola, Vimperk, Nerudova 267, 3letý obor prodavač- florista, krajinář – zahradník[19]
- Střední odborné učiliště služeb Vodňany – SOUs Vodňany obor Zahradník[20]
- Střední škola zahradnická a zemědělská Antonína Emanuela Komerse, 3letý učební obor prodavač – florista, 4leté denní studium (SOŠ) maturitní obor zahradnictví[21]
- Střední odborná škola lesnická a strojírenská Šternberk, 4leté denní studium (SOŠ) maturitní obor zahradnictví[22]
- Střední škola hotelová a služeb Kroměříž 4leté denní studium (SOŠ) maturitní obor zahradník[23]
- Střední škola sociální péče a služeb, Zábřeh, nám. 8. května 2, 3letý obor zahradník – zahradník pro aranžování květin a okrasné zahradnictví, 3letý obor studijní obor pro žáky se zvláštními potřebami – zahradnické práce (Aranžérské a zahradnické práce)[24]
- SOŠ a SOU, Hněvkovice 1, 3letý obor zahradník, zahradník – krajinář[25]
- Integrovaná střední škola Stanislava Kubra, Středokluky, obor zahradník[26]
- Střední škola zemědělská Olomouc, studijní obor pro žáky se zvláštními potřebami – obor květinářské a aranžérské práce, 3letý učební obor zahradník, SOŠ 4letý obor zahradník[27]
- Střední škola zahradnická a technická Litomyšl, 3letý maturitní obor studijní obor zahradnictví, specializace floristika, 3letý učební obor vazačské a aranžérské práce, škola nabízí floristické kurzy pro širokou veřejnost[28]
- Střední odborné učiliště v Novém Strašecí, 3letý obor zahradník,[29]
- Střední odborná škola technická a zahradnická,Lovosice, příspěvková organizace, 3letý učební obor prodavač květin – florista, učební obor květinářské a aranžérské práce, učební obor zahradník[30]
- Střední škola hospodářská a lesnická, Frýdlant, 3letý učební obor zahradník[31]
- Střední škola technická, gastronomická a automobilní, Chomutov, 3letý studijní obor vazačské práce[32]
- Střední odborné učiliště Toužim 3letý studijní obory zahradník, květinářské a aranžérské práce[33]
- Střední odborné učiliště, Sedlčany 3letý studijní obor zahradník[34]
- Střední odborná škola a Střední odborné učiliště, Městec Králové 3letý studijní obor zahradník[35]
- Střední odborná škola a Střední odborné učiliště, Horky nad Jizerou 3letý studijní obor zahradník[36]
- Střední odborné učiliště, Čáslav 3letý studijní obor zahradník[37]
- Střední odborná škola vinařská a Střední odborné učiliště zahradnické, Valtice 3letý učební obor prodavač květin – florista, 3letý studijní obor zahradník[38]
- Střední škola zahradnická, Kopidlno studijní obor zahradník jako SOŠ, SOU, a 2letá nadstavba.[39]
- Střední škola zemědělství a služeb, Město Albrechtice, 3letý studijní obor zahradník, aranžér[40]
- Střední odborná škola a Střední odborné učiliště služeb Velký Újezd 3letý studijní obor zahradník, aranžér, soukromá škola
- Masarykova střední škola zemědělská a Vyšší odborná škola, Opava, 3letý studijní obor zahradník a 2letá nadstavba.
- Střední zahradnická škola, Ostrava 3letý obor prodavač- florista[41]
- Mateřská škola, základní škola a střední škola pro sluchově postižené, Valašské Meziříčí, 3letý studijní obor zahradník[42]
- Integrovaná střední škola, Jesenice 3letý studijní obor zahradník[43]
- Střední odborná škola, Frýdek-Místek 3letý studijní obor zahradník[44]
- Střední škola F. D. Roosevelta pro tělesně postižené, Brno, 3letý studijní obor zahradník 3letý studijní obor aranžérské práce[45]
- Střední škola prof. Zdeňka Matějčka, Ostrava-Poruba, 3letý studijní obor zahradnické práce (Pěstování a aranžování květin)[46]
- Střední škola služeb, obchodu a gastronomie v Hradci Králové – zahradnictví, 4letý studijní obor zakončený maturitní zkouškou[47]